# Martín Dall'Orso
César Martín Dall'Orso Patri – plus couramment appelé Martín Dall'Orso – né le 1er septembre 1966 à Callao au Pérou, est un footballeur péruvien qui évoluait au poste d'attaquant. Il s'est reconverti en entraîneur.
Son fils, Martín Dimas Dall'Orso (es), est également footballeur.

## Biographie

### Carrière de joueur

#### En club
Martín Dall'Orso commence sa carrière au Sporting Cristal en 1987. Quatre ans plus tard, il est sacré champion du Pérou sous les ordres de Juan Carlos Oblitas. Au sein du Sporting Cristal, il dispute deux éditions de la Copa Libertadores en 1989 et 1990 (six matchs en tout, un but marqué).
Après des passages par le León de Huánuco en 1992 et le Deportivo Sipesa en 1993 (trois buts inscrits dans la Copa CONMEBOL), il part au Mexique fin 1993 pour s'enrôler au Querétaro FC. Il y marque sept buts en 19 matchs entre 1993 et 1994. Toujours au Mexique, il a également l'occasion de jouer pour l'UAG Tecos. En 1996, alors qu'il était titulaire indiscutable dans cette dernière équipe, il est écarté par l'entraîneur Julio César Uribe son ancien coéquipier au Sporting Cristal. Il met fin à sa carrière au Xelaju MC du Guatemala en 2000.

#### En équipe nationale
International péruvien, Martín Dall'Orso reçoit huit sélections entre 1989 et 1994. Convoqué à la Copa América 1989 au Brésil, il reste sur le banc durant toute la compétition. Il marque son seul but international le 24 mai 1989, face au Brésil, en match amical (résultat 1-1).

### Carrière d'entraîneur
Devenu entraîneur, Martín Dall'Orso dirige des équipes de Copa Perú (D3 péruvienne) dont le Fuerza Minera, l'Unión Tarapoto ou le Santos de Nazca.
Il s'expatrie au Belize afin de prendre les rênes du Verdes FC avec lequel il remporte le tournoi d'ouverture 2019. En 2022, il revient au Pérou pour prendre la tête du Deportivo Llacuabamba en 2e division.

## Palmarès
| Sporting Cristal - Championnat du Pérou (1) : - Champion : 1991. - Vice-champion : 1989. |  | Verdes FC - Championnat du Belize (1) : - Champion : 2019-A. |